# Jima (Népal)
Pour les articles homonymes, voir Jima.
Jima (en népalais : जिमा) est un comité de développement villageois du Népal situé dans le district de Mugu. Au recensement de 2011, il comptait 2 841 habitants.